# 末広ゆい
末広 ゆい（すえひろ ゆい、1989年10月5日 - ）は、日本の女優。

身長159cm、血液型はO型。兄は俳優の末広透。船橋市立船橋高等学校卒業。

## 略歴
1994年、連続テレビ小説『春よ、来い』で子役デビュー。その後、『3年B組金八先生』第7シリーズに出演。

2006年、13年間所属していたシーアンドティー（キャロット）からワンダー・プロへ移籍する。

## 出演

### テレビドラマ
NHK
- 連続テレビ小説
  - 春よ、来い（1994年） - 長坂ハナ役
  - 半分、青い。（2018年4月2日 - ） - 看護婦・中町役
- 金曜時代劇 寺子屋ゆめ指南（1997年） - おたね役
- 松本清張ドラマスペシャル 「顔」（2009年）
- 土曜時代劇 鼠、江戸を疾る2 最終話（2016年）
- 大河ドラマ おんな城主 直虎（2017年）

日本テレビ
- 日本テレビ開局55年記念番組 霧の火 樺太・真岡郵便局に散った九人の乙女たち（2008年） - 高橋安枝役
- オー!マイ・ガール!! 第二話（2008年） - 助監督役

TBS
- 3年B組金八先生 - 小川比呂役
  - 第7シリーズ（2004年10月15日 - 2005年3月25日）
  - スペシャル11「未来へつなげ 3B友情のタスキ～たった一人の卒業式…3Bの絆は再び迫る薬物依存の魔の手から仲間を救い出せるのか!?」（2005年12月30日）
  - 3年B組金八先生ファイナル～「最後の贈る言葉」（2011年3月27日）

フジテレビ
- HAVE YOUR MEASURE きっかけはフジテレビ。「metamorphosis」（2007年） - みゆき役、Webムービー
- 金曜プレステージ いじわるばあさん 第二話（2009年） - 佐々木朱実役
- 幸せになろうよ（2011年） - 佐藤美和子役

テレビ朝日
- 菊次郎とさき（2001年）
- 松本清張・最終章 わるいやつら 第三話（2007年） - 看護婦・三原役
- 相棒シリーズ
  - Season6 第七話（2007年）
  - Season17 第15話（2019年） - 遠山千鶴役
- 特捜9 season5 第11話（2022年6月15日） - 峯木明役
- 土曜ワイド劇場「司法教官・穂高美子」（2011年9月3日）

テレビ東京
- ルビコンの決断「あなたはなぜ働くのですか? ～日本一優しい会社が問い続けた50年～」（2009年） - 鎌原美津子役

WOWOW
- 密告はうたう 警視庁監察ファイル 第4話・第5話（2021年9月12日・19日） - 三谷美紀 役[1]

### 映画
- 罠 THE TRAP 私立探偵濱マイクシリーズ（1996年、林海象監督）
- D#1（1997年、巽祐一郎監督） - 桑原茉莉香役
- 瀬戸内ムーンライトセレナーデ（1997年、篠田正浩監督） - 迷子役
- 神様あんたただの役立たずじゃねえか（1999年、瀬々敬久監督）
- ブリード・血を吸う子供（制作年度不明、瀬々敬久監督） - 吉田ユミ役
- 力道山（2004年、ソン・ヘソン監督） - 半玉役
- 筆子・その愛 -天使のピアノ-（2006年、山田火砂子監督） - 光子役
- 俺は、君のためにこそ死ににいく（2007年、新城卓監督） - 外薗昭子役
- 転々（2007年、三木聡監督） - 募金を呼びかける女子高生役
- フレフレ少女（2008年、渡辺謙作監督） - 淳子役
- ドロップ（2008年、横井健司監督） - 若葉役
- ホームレスが中学生（2008年、城定秀夫監督） - 栄子役
- スノープリンス 禁じられた恋のメロディ（2009年12月12日、松岡錠司監督）

### 舞台
大川タケシ主宰 真心座
- 続・ぎんぎんぎらぎら - 藤乃美香役
- 少女の似顔絵1、2 - 主役 牧野雛子役
- にこにこ地蔵 - 主役 美香役

国立のぞみの園 文化センター主宰
- 新春長唄コンサート 杵屋彌三右衛門創作長唄「かわいそうなゾウ」 - 朗読

雀組ホエールズ
- 第一回公演「夏への扉」（2012年） - 平本恵役

### ラジオ
NHK-FM
- ラジオドラマ青春アドベンチャー 南の島のティオ - ヨランダ役

### CM
- JR東日本「踏み切り事故0運動」クリスマス編
- マツダ「キャロル」
- NTT東日本

### PV
- 藤兵衛ドンと農民達（甲本ヒロト）「よろこびのうた」

### バラエティ
- NHK
  - NHK-BS放送 世界の子供特派員
- 日本テレビ
  - 天才・たけしの元気が出るテレビ!! -チビッコサンタの国inフィンランド編、一日一善隊編
  - TVじゃん!! 子供女優グランプリ
  - ニュース+1 おから料理レポーター
  - モグモグGOMBO おせち料理、冷たい麺
- フジテレビ
  - おとこのこ、おんなのこ レギュラー出演
  - ザ・ジャッジ! ～得する法律ファイル 君がいない夏 - 妹役
- TBS
  - とんねるずのカバチ
  - 極すれすれガレッジセール
- テレビ朝日
  - グレートマザー物語
- P-TV
  - 東京ハマチクラブ（ゲスト出演）
- SKY-TV
  - 世界の子供料理対決

### スチル
- 公文式
- 東京ディズニーランドポスター

小学館
- プーチン大統領にメールを送ろう（小学五年生、小学六年生）
- 山本サトシ先生の職場に行こう（小学六年生）
- ファイナルファンタジー坂口博信監督にインタビュー（小学五年生）